# Сурма (інструмент)
Су́рма́, зменш. су́ре́мка (від тур. surna, zurna («зурна»), перс. سُرنای، سُرنا («сорна») — старовинний український дерев’яний духовий музичний інструмент з подвійною тростиною, що належить до гобоєвих язичкових аерофонів. Грали на ньому «сурмачі». Історично використовувався як військовий, сигнальний і обрядовий інструмент, був поширеним в Україні, а також у Речі Посполитій, Московії, на Балканах та в Середній Азії. У XX столітті майже вийшов з ужитку, однак зберігається в реконструкціях народних оркестрів. 

## Походження назви
Назва «сурма» споріднена з турецьким зурна (zurna) та перським сорна (سُرنای، سُرنا), що позначають дерев’яні язичкові духові інструменти типу гобоя. Через тюрксько-перські посередництва термін увійшов у слов’янські мови: укр. «сурма», рос. «сурна», пол. surma.

## Класифікація
За класифікацією Горнбостеля-Закса сурма належить до подвійноязичкових аерофонів: 422.112 — одинарна трубка з подвійною тростиною без резервуара повітря. Матеріально сурма є дерев’яним інструментом з 6–8 звуковими отворами, іноді з додатковим раструбом.

## Конструкція
Сурма зазвичай виготовлялася з твердого дерева — липи, вільхи, карагача. Інструмент мав дерев’яний або металевий мундштук із вставленою подвійною тростиною, схожою на гобойну. Усередині корпусу видовбувалася вузька конічна камера. На корпусі розташовувались звукові отвори — зазвичай сім з одного боку та один з іншого. Звуковий діапазон залежав від довжини та діаметра, а тембр описується як різкий, гнусавий і голосний.
Згідно з описами, в музеї Петербурзької консерваторії зберігались дві автентичні сурми різного розміру — одна з яйцеподібним, інша з дзвоновим розтрубом.

## Використання
Сурма здавна виконувала військову і сигнальну функцію. У стародавніх літописах вона згадується поруч із трубами і бубнами: «в труби, и в сурны удариша». У козацькій армії сурмачі були окремими музикантами, яких чітко відділяли від трубачів. У «Думі про трьох братів Самарських» сурма фігурує як «військова суремка», а у відповідних історичних документах згадуються «трембачі» і «сурмачі» як окремі посади.
Окрім війська, сурма мала місце в обрядовій музиці, зокрема в походах, церемоніях, весіллях. У деяких польських джерелах її описано як супровід до військових дум. У Москві XVII століття сурни вживалися навіть на царських весіллях, незважаючи на обмеження церковної влади щодо народної музики.
У різних народів (балканських, тюркських, слов’янських) інструменти зі схожими назвами (surla, šuma, surnai, surna) є поширеними і в наш час, найвідоміший з них — зурна.

## Сурма і труба: відмінності
Сурму часто плутають із трубою, однак це різні за природою інструменти. Труба є амбушурним інструментом (звук утворюється вібрацією губ), зазвичай металева, тоді як сурма — язичковий інструмент з подвійною тростиною, виготовлений із дерева.

У багатьох джерелах XVIII–XIX століть, у тому числі в українських думах, польських хроніках, податкових записах і описах парадів, чітко простежується розрізнення між сурмачами та трубачами. Так само в московських джерелах: «в сурны и в трубы играли» згадуються окремо.
|  | Ой в неділю дуже рано В сурми й труби заіграли.[джерело?] |

## Подібні інструменти
Сурма є спорідненою з іншими подібними язичковими духовими інструментами:
- Зурна (Туреччина, Кавказ, Балкани)
- Сорна (Персія)
- Шоломія (західноєвропейський інструмент)

## Іконографія та джерела
Зображення сурм ймовірно трапляються в українських літописах, зокрема в Манасієвому літописі XIV століття. Вони мають видовжене, конічне тіло і більше нагадують «тонкі суремки», ніж металічні труби. Сурми також фігурують у лубочних картинах («Миші кота ховають») та в мемуарах про церемонії при польському та московському дворах.

## Сучасне становище
Сурма як традиційний інструмент майже зникла з побуту, але її намагаються реконструювати в рамках історичних ансамблів або оркестрів народних інструментів. У деяких регіонах України ведуться спроби відродження сурми як сценічного інструмента, зокрема шляхом відтворення за музейними зразками з Петербурга та Варшави.